# Festival Internacional de Cine de Berlín de 1977
La 27ª edición del Festival de Cine de Berlín se llevó a cabo desde el 24 de junio al 7 de julio de 1977.
El festival se abrió con la película Nickelodeon de Peter Bogdanovich. El Oso de Oro fue otorgado a la cinta soviética La ascensión (Восхождение) dirigida por Larisa Shepitko.
A partir de esta edición, se organizaron los eventos anuales de Retrospectiva y Homenaje, coordinados conjuntamente entre la organización del festival y la Deutsche Kinemathek. Al de ese año estuvo dedicada a la figura de Marlene Dietrich, y que se dividió en dos partes.La primera de ellas fue llamada Amor, Muerteand Tecnología. Cine 1933–1945. El invitado del homenjae fue el cineasta alemán Wilfried Basse.

## Jurado
Las siguientes personas fueron escogidas para el jurado de esta edición:
Jurado oficial
- Senta Berger, actriz y productora (Austria) – Presidenta
- Ellen Burstyn, actriz (EE,UU.)
- Helène Vager, productora (Francia)
- Rainer Werner Fassbinder, cineasta, actor y productor (RFA)
- Derek Malcolm, periodista y crítico de cine (Reino Unido)
- Andrei Mikhalkov-Konchalovsky, cineasta (URSS)
- Ousmane Sembène, director de cine (Senegal)
- Humberto Solás, director de cine (Cuba)
- Basilio Martín Patiño, director de cine (España)

## Películas en competición
La siguiente lista presenta a las películas que compiten por Oso de Oro:
| Título en español                                | Título original                                  | Director(es)                           | País           |
| ------------------------------------------------ | ------------------------------------------------ | -------------------------------------- | -------------- |
| El anacoreta                                     | El anacoreta                                     | Juan Estelrich                         | España         |
| Al otro lado de la noticia                       | Between the Lines                                | Joan Micklin Silver                    | EE.UU          |
| La ascensión                                     | Восхождение                                      | Larisa Shepitko                        | URSS           |
| Herkulesfürdöi emlék                             | Herkulesfürdöi emlék                             | Pál Sándor                             | Hungría        |
| Camada negra                                     | Camada negra                                     | Manuel Gutiérrez Aragón                | España         |
| Los albañiles                                    | Los albañiles                                    | Jorge Fons                             | México         |
| Die Eroberung der Zitadelle                      | Die Eroberung der Zitadelle                      | Bernhard Wicki                         | RFA            |
| Cyclops                                          | Cyclops                                          | Christo Christov                       | Bulgaria       |
| Den pro mou lásku                                | Den pro mou lásku                                | Juraj Herz                             | Checoslovaquia |
| El diablo, probablemente                         | Le diable probablement                           | Robert Bresson                         | Francia        |
| La noche de las elecciones                       | Don's Party                                      | Bruce Beresford                        | Australia      |
| Etuda o zkoušce                                  | Etuda o zkoušce                                  | Evald Schorm                           | Checoslovaquia |
| Die Vertreibung aus dem Paradies                 | Die Vertreibung aus dem Paradies                 | Niklaus Schilling                      | RFA            |
| Feniks                                           | Feniks                                           | Petar Gligorovski                      | Yugoslavia     |
| El quinto sello                                  | Az ötödik pecsét                                 | Zoltán Fábri                           | Hungría        |
| Grete Minde                                      | Grete Minde                                      | Heidi Genée                            | RFA, Austria   |
| Hitler, una biografía                            | Hitler - Eine Karriere                           | Joachim Fest y Christian Herrendoerfer | RFA            |
| La bestia del reino                              | Jabberwocky                                      | Terry Gilliam                          | Reino Unido    |
| El gato conoce al asesino                        | The Late Show                                    | Robert Benton                          | EE. UU.        |
| Mama, ich lebe                                   | Mama, ich lebe                                   | Konrad Wolf                            | RDA, URSS      |
| El amante del amor                               | L'Homme qui aimait les femmes                    | François Truffaut                      | Francia        |
| Nickelodeon (película inaugural)                 | Nickelodeon (película inaugural)                 | Peter Bogdanovich                      | EE. UU.        |
| Ortsfremd ... wohnhaft vormals Mainzerlandstraße | Ortsfremd ... wohnhaft vormals Mainzerlandstraße | Hedda Rinneberg y Hans Sachs           | RFA            |
| Pigs Have Wings                                  | Porci con le ali                                 | Paolo Pietrangeli                      | Italy          |
| Sentimentalnyi Roman                             | Sentimentalnyi Roman                             | Igor Maslennikov                       | URSS           |
| Tenda dos Milagres                               | Tenda dos Milagres                               | Nelson Pereira dos Santos              | Brasil         |
| Vdovstvo Karoline Žašler                         | Vdovstvo Karoline Žašler                         | Matjaž Klopčič                         | Yugoslavia     |

## Fuera de competición
- Caudillo, de Basilio Martín Patiño (España)
- Per questa notte, de Carlo Di Carlo (Italia)

### Retrospectiva y Homenaje
Las siguientes películas estaban incluidas en la retrospectiva dedicada a Marlene Dietrich (Parte 1): 
| Título en español                  | Título original                    | Director(s)         | País        |
| ---------------------------------- | ---------------------------------- | ------------------- | ----------- |
| La Venus rubia                     | Blonde Venus                       | Josef von Sternberg | EE. UU.     |
| El ángel azul                      | Der blaue Engel                    | Josef von Sternberg | Alemania    |
| Gefahren der Brautzeit             | Gefahren der Brautzeit             | Fred Sauer          | Alemania    |
| El Diablo era mujer                | The Devil Is a Woman               | Josef von Sternberg | EE. UU.     |
| Fatalidad                          | Dishonored                         | Josef von Sternberg | EE. UU.     |
| La condesa Alexandra               | Knight Without Armour              | Jacques Feyder      | Reino Unido |
| Marruecos                          | Morocco                            | Josef von Sternberg | EE. UU.     |
| Capricho imperial                  | The Scarlet Empress                | Josef von Sternberg | EE. UU.     |
| El expreso de Shanghai             | Shanghai Express                   | Josef von Sternberg | EE. UU.     |
| Das Schiff der verlorenen Menschen | Das Schiff der verlorenen Menschen | Maurice Tourneur    | Alemania    |
| Tragedias de amor                  | Tragödie der Liebe                 | Joe May             | Alemania    |

## Palmarés
Los siguientes premios fueron entregados por el jurado profesional:
- Oso de Oroː La ascensión de Larisa Shepitko
- Oso de Plata: El diablo, probablemente de Robert Bresson
- Oso de Plata a la mejor dirección: Manuel Gutiérrez Aragón por Camada negra
- Oso de Plata a la mejor interpretación femenina: Lily Tomlin por El gato conoce al asesino
- Oso de Plata a la mejor interpretación masculina:  Fernando Fernán Gómez por El anacoreta
- Oso de Plata:
  - Herkulesfürdöi emlék de Pál Sándor
  - Los albañiles de Jorge Fons

### Premios independientes
- Premio FIPRESCI: 
  - La ascensión de Larisa Shepitko[9]
  - Mababangong Bangungot de Kidlat Tahimik